# Gustavo Milet
Gustavo Milet Ramírez (1860 - 1917) fue un fotógrafo chileno conocido por sus fotografías sobre el pueblo mapuche en la Araucanía.
Nació en Valparaíso en el seno de una familia de origen francés y en 1886 se instaló en Lebu donde se casó, cuatro años después se estableció en Traiguén donde se dedicó a realizar retratos en la sociedad local.
Es uno de los fotógrafos, junto a Christian Enrique Valck y Odber Heffer, que ofrecen imágenes de la sociedad mapuche de finales del siglo XIX y principios del siglo XX, sin embargo, algunos autores defienden que las fotografías tenían sesgos de tipo colonial, mientras que otros autores defienden que realizaba sus retratos mediante las mismas técnicas que empleaba para los personajes no mapuches por lo que tenía una intención de dignificación de los indígenas.